# Bagnisola
Bagnisola (in croato Banja) è uno scoglio della Dalmazia meridionale, in Croazia, adiacente alla penisola di Sabbioncello. Amministrativamente appartiene al comune della città di Stagno, nella regione raguseo-narentana.
Lo scoglio ha una forma lunga e stretta con una superficie di 7335 m², la costa lunga 425 m e l'altezza di 7,3 m. È situato nel canale di Stagno Piccolo (Malog Stona kanal), 470 m a sud-est di punta Celien (rt Čeljen) e circa 600 m a nord-est di porto Russan o Luca (Luka). Si trova inoltre a ovest dell'ingresso di valle Bistrina o Bristine (uvala Bistrina), luogo di allevamento di frutti di mare. A sud di Bagnisola, a circa 850 m si trova il porto di Codiglie (Hodilje), e, circa 620 m in direzione sud-est, la piccola Isola della Vita.

### Cartografia
- (HR) Mappa topografica della Croazia 1:25000, su preglednik.arkod.hr. URL consultato il 12 febbraio 2017.